# الحائط (الحيمة الخارجية)

تعديل مصدري - تعديل

الحائط هي إحدى قرى عزلة بني عروة بمديرية الحيمة الخارجية التابعة لمحافظة صنعاء، بلغ تعداد سكانها 148 نسمة حسب تعداد اليمن لعام 2004.